# Dolmen D16
Le Dolmen D16 (ou Hunebed D16 en néerlandais) est situé au nord-ouest du village de Balloo dans la province néerlandaise de Drenthe.
Ce mégalithe est un peu isolé sur le Ballooër es, en bordure de la réserve naturelle de Kampsheide (nl). Le site est accessible via des chemins de terre depuis la route Loon-Balloo ou via le Lienstukweg depuis Balloo.

## Elévation et description
Ce dolmen est attribué à la culture des vases à entonnoir.
Il s'agit d'un grand hunebed de 15,6 mètres de long et 3,9 mètres de large. Il possède neuf pierres de couverture et dix-neuf pierres porteuses. Il y a encore quelques pierres de support de porte avec une pierre de couverture. Il reste aussi quelques pierres de l'enceinte.
Le dolmen est situé à proximité immédiate du bord érodé ouest d'une crête d'argile. Selon le géographe historique Theo Spek, ce n'est pas un hasard, car de nombreuses pierres erratiques ont été apportées dans de tels endroits.
Un peuplement attribué à la culture des vases à entonnoir a été trouvé à proximité de ce monument. Les découvertes effectuées alors peuvent être observées au Musée régional de Drenthe. Des champs celtiques (nl) ont été effectivement identifiés dans le Kampsheide ainsi que plusieurs tumuli .

## Historique
Le dolmen est déjà mentionné sur les cartes françaises (1811-1813) et Nicolaas Westendorp (nl) a écrit également sur celui-ci en 1822.
Van Giffen (nl) a décrit le mégalithe comme étant "dans un triste état", lorsque les pierres de couverture ont glissé des pierres d'appui. Il a restauré ce monument en 1952 et 1954.
En 1978, les pierres de couverture ont été remises sur les pierres porteuses.
En 1987, un archéologue danois a reconnu six cupules sur une des pierres de couverture.

## Society of Antiquaries
En Angleterre, dans les années 1870, une vague d'inquiétude a émergé au sujet de la manière dont les dolmens étaient restaurés aux Pays-Bas. Dans ces cercles, les gens craignaient particulièrement que les restaurations perdent l'image originelle des monuments. Le directeur de la Society of Antiquaries, à Londres, a demandé aux archéologues William Collings Lukis et Sir Henry Dryden d'enregistrer l'état exact des mégalithes à cette époque. Ils visitèrent la province de Drenthe en juillet 1878 et cartographièrent quarante dolmens sur le Hondsrug. Ils ont pris des mesures et ont décrit la situation rencontrée, qu'ils ont également enregistrée dans une série d'aquarelles. Cependant, leur rapport à la Society of Antiquaries n'a pas été édité. Tout leur travail est conservé à la Society of Antiquaries, au Guernsey Museum & Art Gallery et au Drents Museum. L'Ashmolean Museum d'Oxford a également des copies de leur travail.
En 2015, l'archéologue drenthois, le Dr Wijnand van der Sanden, a publié ses travaux. Il a fourni une introduction détaillée au matériel issu de cette campagne. Il a également décrit les développements en ce qui concerne la recherche archéologique des dolmens après leurs recherches et jusqu'en 2015. Il a jugé que le travail de Lukis et Dryden était de haute qualité. En 2015, le Drents Museum a organisé une exposition sur son œuvre.
L'hunebed D16 est montré sur le plan XIII. Il y avait neuf pierres porteuses et neuf pierres de couverture, toutes déplacées. L'archéologue Janssen a dénombré dix pierres de couverture vers 1848. Selon Lukis et Dryden, il semble y avoir eu une entrée du côté sud. Les restes du tumulus ont montré, d'après eux, qu'il aurait été de forme ovale. Des fragments d'urnes ont été découverts sur place.

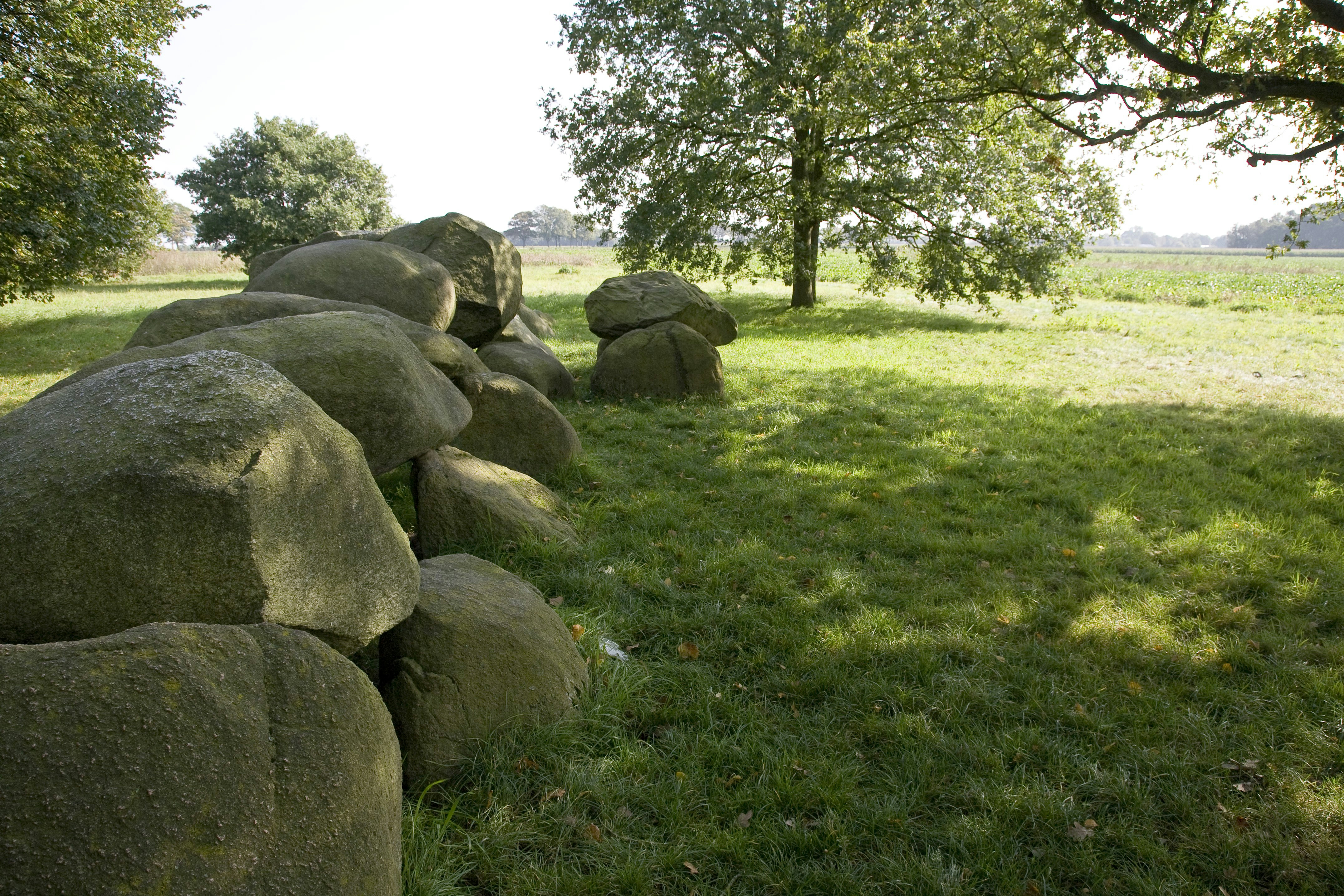
Les pierres de support du portail et la pierre de couverture sont clairement visibles.